# Zabka Márton
Zabka Márton (Rozsnyó, 1785. november 11. – Rozsnyó, 1864. március 31.) rozsnyói kanonok.

## Élete
Elemi és gimnáziumi tanulmányait szülőhelyén, a bölcseletet és teológiát mint növendékpap Nagyszombatban végezte, majd 1808-ban miséspappá szentelték. Előbb Polomkán és Rimaszombatban mint segédlelkész, később Szentendrén és Szilason mint plébános, az utóbbi helyen egyszersmind mint tornai kerületi alesperes működött. Később Rimaszombatban plébános, kerületi alesperes és később címzetes kanonok volt. Beszédeire a protestánsok és katolikusok egyaránt nagy számmal gyűltek össze. 1842-ben valóságos kanonok és szemináriumi igazgató lett, Rozsnyón.

## Munkái
- Illustr. ac Rev. Dno Ladislav e comitibus Eszterházy de Galantha, episcopo Rosnaviensi VII. id. Jul. pontificalia ordinis sui solenniter capessenti… Cassoviae. 1815 (költemény)
- Beköszöntő beszédeknek taglalatja. Pozsony. 1836
- Egyházi beszédnek vizsgálatja. Pozsony. 1886